# Moyen-Ogooué
Moyen-Ogooué är en provins i Gabon. Den ligger i den centrala delen av landet, 150 km sydost om huvudstaden Libreville. Antalet invånare är 69 287. Arean är 18 535 kvadratkilometer. Moyen-Ogooué gränsar till Estuaire, Woleu-Ntem, Ogooué-Ivindo, Ngounié och Ogooué-Maritime.
Moyen-Ogooué delas in i:
- Abanga-Bigne
- Ogooué et Lacs

Följande städer (communes) finns i Moyen-Ogooué:
- Lambaréné
- Ndjolé